# Betty Applewhite
Pour les articles homonymes, voir Applewhite.
Betty Applewhite est le nom d'un personnage fictif du feuilleton Desperate Housewives, interprété par Alfre Woodard.

## Histoire du personnage
Betty est une femme au foyer afro-américaine qui prendra une place importante durant la saison 2 de Desperate Housewives.
Ancienne pianiste, elle accepta de jouer des partitions religieuses durant l'enterrement de Rex Van de Kamp à la suite d'une demande de Bree.
Les raisons de son déménagement de Chicago à Wisteria Lane sont mystérieuses mais qui sont dues au fait que Betty cherchait une maison avec sous-sol afin d'enfermer son fils Caleb. Elle a acheté la maison depuis une conversation téléphonique et a emménagé durant la nuit, suscitant ainsi l'intérêt des autres résidents.
Pendant ce temps, son autre fils, Matthew rencontra Danielle Van de Kamp avec qui il sortit. Souhaitant une vie « normale » et sans secrets, Matthew et Danielle racontèrent les secrets les plus importants de leurs familles, ce qui causa par la suite un plan consistant à simuler une tentative de viol de la part de Caleb. N'étant pas au courant de ce complot, Betty décida, pour sa sécurité, d'empoisonner Caleb, malgré l'amour qu'elle porte à son fils. Mais y renonça quand Caleb lui révéla que Matthew lui avait demandé d'aller embrasser Danielle. Après l'avoir appris, Betty décida d'enfermer Matthew dans le sous-sol à la place de Caleb, attendant devant la pièce, dans l'espoir d'obtenir des explications de son fils. Cependant, Danielle frappa Betty avec une barre en fer, ce qui causa un état d'inconscience, et libéra Matthew.
Betty décida alors de déménager avec Caleb en pleine nuit mais en fut contraint quand la police est venue les arrêter pour le meurtre de Melanie Foster et c'est en prison que Betty apprit que l'assassin de celle-ci était Matthew, une tache de sang étant trouvée sur la veste de ce dernier. Elle décida alors de prévenir Bree, alors internée en hôpital psychiatrique, que sa fille, Danielle, courait un grand danger. Plus tard, il eut en effet une confrontation entre Bree et Matthew qui la pointait avec un revolver mais avant qu'il ne tire, Matthew est tué par balle par la police, avertie par Betty.
Finalement, Betty termina de faire ses bagages avant de prendre la route avec son fils Caleb, pour partir de Wisteria Lane et de vivre plus sereinement.

## Création du personnage
À l'origine, Betty ne devait pas être une afro-américaine mais l'origine du personnage a été modifiée quand Alfre Woodard a été embauchée.[réf. nécessaire]